# Budy Brankowskie
Budy Brankowskie (prononciation : [ˈbudɨ branˈkɔfskʲɛ]) est un village polonais de la gmina de Białobrzegi dans le powiat de Białobrzegi de la voïvodie de Mazovie dans le centre-est de la Pologne.
Il se situe à environ 8 kilomètres au nord-est de Białobrzegi (siège de la gmina et du powiat) et à 58 kilomètres au sud de Varsovie (capitale de la Pologne).

## Histoire
De 1975 à 1998, le village appartenait administrativement à la voïvodie de Radom.